# Sematophyllum nigro-alare
Sematophyllum nigro-alare är en bladmossart som beskrevs av Hugh Neville Dixon 1936. Sematophyllum nigro-alare ingår i släktet Sematophyllum och familjen Sematophyllaceae. Inga underarter finns listade i Catalogue of Life.